# オレーム (小惑星)
オレーム（英語：12576 Oresme）は小惑星帯に位置する小惑星。パオロ・G・コンバ (P. G. Comba) がアリゾナ州のプレスコットで発見した。
名前は、14世紀のフランスの最も優れた哲学者のひとりであり、数学者、天文学者でもあるニコル・オレームに因んで命名された。